# Dzwonić Northside 777
Dzwonić Northside 777 (org. Call Northside 777) – film kryminalny Henry’ego Hathawaya z 1947 roku. Jego bohaterem jest dziennikarz Mc Neal, próbujący rozwikłać zagadkę popełnionej przed laty zbrodni, w której doszło jego zdaniem do skazania niewłaściwego człowieka.
Film należy do tzw. dokumentów policyjnych. Oparty jest na prawdziwym dochodzeniu, jakie dziennikarz "Chicago Times" James P. McGuire przeprowadził w sprawie skazanego za zabójstwo policjanta Josepha Majczeka. Ponieważ do wydania wyroku wystarczyły zeznania jednego świadka, po 12 latach od jego wydania matka skazanego, nie wierząc w jego winę, zaoferowała wysoką nagrodę temu, kto odnajdzie faktycznego sprawcę. Dziennikarzowi faktycznie się to udało. Hathaway zekranizował całość dość wiernie, zmieniając jednak nazwiska bohaterów. Film wystylizował też na film dokumentalny, nakręcił go też w autentycznych sceneriach.

## Obsada
- James Stewart - James McGuire (w filmie reporter P.J. McNeal)
- Richard Conte - Joseph Majczek (w filmie Frank Wiecek)
- Lee J. Cobb - Karin Walsh (w filmie wydawca Brian Kelly)
- Helen Walker - Laura McNeal
- Betty Garde - świadek Vera Walush (w filmie Wanda Skutnik)
- Kasia Orzazewski - Tillie Majczek  (w filmie Tillie Wiecek)
- Joanne De Bergh - Helen Wiecek
- Michael Chapin - Frank Wiecek Jr.
- Howard Smith - K.L. Endecott (w filmie K.L. Palmer)
- Moroni Olsen - dyrektor komisji zwolnień warunkowych
- J.M. Kerrigan - Sullivan
- John McIntire - Sam Faxon
- Paul Harvey - adwokat Martin J. Scott (w filmie Martin J. Burns)
- George Tyne - Theodore Marcinkiewicz (w filmie Tomek Zaleska) (niewymieniony w czołówce)
- Leonarde Keeler - on sam - wynalazca wariografu (niewymieniony w czołówce)
- E.G. Marshall - Rayska (niewymieniony w czołówce)
- Thelma Ritter - recepcjonistka (niewymieniona w czołówce)
- Lionel Stander - Corrigan – kompan z pod celi Więcka (niewymieniony w czołówce)
- Truman Bradley - narrator (niewymieniony w czołówce)
- Samuel S. Hinds - sędzia Charles Moulton (niewymieniony w czołówce)